# Jérémie Aliadière
Jérémie Aliadière, né le 30 mars 1983 à Rambouillet en France, est un footballeur français qui a évolué au poste d'avant-centre.
Considéré[Par qui ?] comme un des plus grands espoirs du football français, Jérémie Aliadière signe à Arsenal dès ses seize ans en 1999. L’attaquant reste à Londres jusqu’en 2007 sans jamais s’y imposer. Il joue les trois saisons suivantes à Middlesbrough où les blessures et la concurrence au poste ne lui permettent pas de s’installer comme titulaire. Mis à l’essai par West Ham en août 2010, il est victime d'une rupture des ligaments croisés, le laissant au chômage pendant douze mois. À l'été 2011, il rejoint Lorient où il met une année à retrouver toutes ses sensations et se libérer de tous ses pépins physiques. En 2012-2013, l’attaquant réalise la première saison pleine de sa carrière à trente ans avec 19 buts en 37 rencontres toutes compétitions confondues. Dans la foulée, il est sollicité par l’Olympique lyonnais et son nom est évoqué pour intégrer l’équipe de France. Il reste finalement à Lorient une saison de plus avant de signer un ultime contrat au Qatar.

## Biographie

### Formation à Clairefontaine puis Arsenal
Natif de Rambouillet, il intègre le centre de préformation de l'INF Clairefontaine, pour une durée prévue de trois ans. 
À l'âge de 16 ans, il rejoint le club anglais d'Arsenal. Il est alors considéré comme l'un des plus grands espoirs du football français[Par qui ?]. Le club anglais débourse 15 MF (soit 2,3 M€) pour s'attacher ses services. Ce transfert connaît alors un certain retentissement médiatique, et devient l'exemple même du pillage de la formation à la française par les grands clubs étrangers. Arsène Wenger, l'entraîneur français d'Arsenal, est lui-même accusé de piller les centres de formation français.  
Au sujet de ce transfert, Jérémie Aliadière déclare aujourd'hui ceci : « Je n'étais pas du tout attiré par l'Angleterre, et les langues, ce n'était pas trop mon fort. C'est Arsenal qui m'a plu, avec Arsène Wenger, les joueurs français... (...) Quand le transfert a été annoncé, il me restait six mois de galère à Clairefontaine, avec les gens autour du terrain qui disaient que j'étais nul après le moindre match moyen. Des journalistes venaient me voir à la sortie du collège, je lisais que mes parents m'avaient vendu. Des conneries… A seize ans, on ne part pas pour l'argent, on part parce qu'on a envie de jouer à Arsenal ! Si Arsenal vient chercher votre fils, propose un contrat de sept ans pour apprendre avec Arsène Wenger, vous acceptez. ».
Dans un premier temps, Aliadière intègre les jeunes d’Arsenal où il reste deux ans. Après quelques prouesses et une Youth FA Cup (Coupe nationale junior) remportée en 2001, il convainc le coach alsacien de le faire entrer dans l’équipe première où le secteur offensif est très bien garni avec Sylvain Wiltord, Dennis Bergkamp, Nwankwo Kanu et Thierry Henry.

### Débuts professionnels avec les Gunners
Après avoir joué des tours aux équipes de jeunes d'Arsenal, Jérémie Aliadière fait ses débuts en Premier League au cours de la saison 2001-2002 contre Fulham, en remplacement de Thierry Henry (victoire 4-1), et marque son premier but au début de la saison suivante, le 27 août 2002, contre West Bromwich Albion (victoire 5-2). 
Au cours de la saison 2003-2004, Jérémie Aliadière, victime de la concurrence au sein de l'effectif dispose d'un temps de jeu relativement faible. Il ne joue que dix matches en Premier League, le plus souvent comme remplaçant. Il joue davantage en Coupe de la Ligue, compétition pour laquelle Arsène Wenger décide de faire tourner son équipe. Malgré ce temps de jeu assez faible, il fait donc partie de l'effectif qui remporte le championnat en restant invaincu. 
Longtemps blessé, Jérémie Aliadière manque une bonne partie de la saison 2004-2005, ne disputant que quelques matchs avec l'équipe première (0 but) et quelques autres matches avec l'équipe réserve, avec quelques buts à la clé.

### Prêts successifs
Malgré ce temps de jeu limité, le club lui propose, à l'été 2005, une prolongation de contrat jusqu'en 2009, assortie d'un prêt d'un an au Celtic Glasgow, ce qu'il accepte. L'aventure écossaise tourne court : lassé d'être sur la touche, il quitte le championnat écossais sans y avoir participé au bout de deux mois seulement. Il part alors à West Ham United où il ne parvient pas non plus à s'imposer. Le 31 janvier 2006, West Ham décide de se séparer de lui. Il est alors prêté à Wolverhampton, une équipe de deuxième division, pour le reste de la saison 2005-2006.
À l'issue de cet exercice, il retourne à Arsenal où il reste un an de plus. Il retrouve des couleurs en allant marquer un doublé en Coupe de la Ligue contre West Bromwich. Au cours de cette saison 2006-2007, il joue principalement cette compétition pour laquelle Arsène Wenger décide de faire tourner son équipe, et beaucoup moins en championnat. À l'issue de l'exercice, le 19 juin 2007, il est transféré à Middlesbrough pour la somme de deux millions de livres.

### Middlesbrough

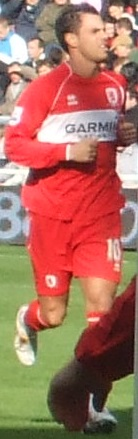
Jérémie Aliadière avec Middlesbrough en octobre 2008.

Jérémie Aliadière marque son premier but en Premier League sous ses nouvelles couleurs en octobre 2007, à Old Trafford contre Manchester United (défaite 4-1). À cette occasion, il inscrit son premier but en Premier League depuis celui marqué avec Arsenal le 27 août 2002. 
En février 2008, lors d'un match contre Liverpool, il est expulsé après avoir giflé l'Argentin Javier Mascherano. Suspendu pour trois matchs, il fait appel et la peine, alourdie, passe à quatre matchs. De retour de suspension, il inscrit un nouveau but, le 15 mars 2008, contre son ancien club (match nul 1-1), et marque également lors de la dernière journée le 11 mai 2008 (victoire 8-1) contre Manchester City. 
Au cours de ses trois années passées à Middlesbrough, Jérémie Aliadière dispose d'un temps de jeu plus important qu'à Arsenal, mais ne parvient pas vraiment à s'imposer, en raison de blessures récurrentes et d'une concurrence assez forte. À l'issue de la saison 2009-2010, l’attaquant quitte Middlesbrough.
Il se blesse gravement au genou (rupture du ligament croisé du genou) alors qu’il effectue un essai avec l’un des anciens clubs West Ham United. Aliadière devient libre après 161 rencontres en Angleterre pour 23 buts. Après un an sans club, passé à soigner sa blessure au genou, il est démoralisé : « Tu n’as pas de club pour t’aider, tu tombes vraiment au plus bas. Tu es chez toi et il faut que tu ailles te bouger pour faire ta rééducation, aller courir alors qu’il caille dehors. Quand tu as vécu ça, tu vois différemment ta carrière » confie-t-il à L'Équipe,.
Arsène Wenger lui propose alors de venir s'entraîner avec le club d'Arsenal. En mars 2011, il reprend même du service dans l'équipe réserve du club londonien.

### FC Lorient
Un an après, son retour en France se fait pressentir, du côté de la Bretagne en l’occurrence : Lorient est sur sa piste. Il y signe en juillet 2011. Il semble alors qu'Arsène Wenger lui-même soit intervenu pour convaincre les dirigeants lorientais de recruter Jérémie Aliadière. 
Le 6 août 2011, à 28 ans, Jérémie Aliadière joue son premier match en première division française et une victoire 1-0 sur le terrain du Paris SG. Dès le mois d'août 2011, il réalise un doublé en Coupe de la Ligue contre Guingamp (victoire des Merlus 3-2 ap). Lors de la 6e journée de Ligue 1, il réalise à nouveau un doublé face à Saint-Étienne. À l'issue de la 10e journée contre le Stade rennais, il se blesse aux quadriceps. Il est victime d'une rechute au début de janvier 2012 et est indisponible un mois de plus. Au cours de cette nouvelle période d'indisponibilité, il reçoit notamment l'aide du préparateur physique Tiburce Darou, connu à Arsenal quelques années auparavant. Il revient en cours de saison, mais il est victime d'une nouvelle rechute en fin de saison.
Épargné par les pépins physiques au cours de l'intersaison, Jérémie Aliadière commence le championnat 2012-2013 avec deux buts lors des deux premiers matchs : le premier sur la pelouse du Paris Saint-Germain pour un match nul 2-2 et le second contre le champion de France en titre Montpellier en toute fin match, qui offre la victoire 2-1 à son club. Le 27 février 2013, il inscrit un doublé contre Brest en huitième de finale de la Coupe de France et Lorient l'emporte 3-0. Le 16 avril, il marque le but qui qualifie Lorient en demi-finale de la Coupe de France contre St-Étienne (victoire du FCL 2 buts à 1). La saison 2012-2013 est celle du renouveau pour lui, avec quinze buts et onze passes décisives à la clé en 31 matches. Les grands clubs français, comme les Olympiques de Marseille et lyonnais, lui font alors les yeux doux, mais il désire continuer à Lorient à qui il doit beaucoup, et enfin enchaîner.
Mais le Français se montre beaucoup trop irrégulier lors de la saison suivante, et qui plus est Christian Gourcuff lui préfère un Vincent Aboubakar efficace. Lors de la saison 2013-2014, il est moins prolifique et marque 8 buts.
Il lui reste un an de contrat à l’orée de la saison 2014/2015. C’est finalement vers le Qatar, et plus précisément vers Umm Salal SC, qu’il s’envole, malgré des différends entre les deux clubs : « À 31 ans, je voulais un dernier gros contrat. Il y a eu un désaccord à un moment dans la semaine sur les modalités mais, finalement, tout est rentré dans l’ordre », déclare-t-il au Parisien.

### Départ pour le Qatar
Après ses six premiers matchs, Aliadière totalise un but, contre El Jaish SC le 27 août 2014.
Après une saison au Qatar, l'intérêt manifesté par divers clubs de Ligue 1 comme Bastia envers lui ne lui donne pas envie de revenir en France. « Je suis dans un club où on m'apprécie. Et puis, ma famille est super heureuse ici. Mes enfants vont à l'école, ma femme a rencontré énormément d'Anglais, elle n'a pas du tout envie de partir. Ça change de Lorient, où c'était compliqué pour elle, parce qu'elle ne parlait pas la langue. Et, au-delà du style de vie, financièrement, (...) ce que je touche aujourd'hui, personne ne pourrait me l'offrir en France ».
Pour la première journée du championnat du Qatar 2015-2016, Jérémie Aliadière participe à la victoire de son club sur Al Khor (2-0).                              

### Retour à Lorient
Il revient au FC Lorient le 20 septembre 2016 en signant un contrat d'un an. Peu utilisé par Sylvain Ripoll, son temps de jeu s'accroît sous les ordres de Bernard Casoni, qui reprend l'équipe en novembre. La saison se termine par une relégation en Ligue 2 au terme de barrages disputés face à Troyes. Ces derniers font également une proposition de contrat au joueur qui refuse.

## Style de jeu
Lorsqu'il évoluait en Angleterre, Jérémie Aliadière était surtout considéré comme un faux numéro 9 ou un attaquant de soutien. À Lorient, il évolue davantage dans un registre de buteur. « En jouant plus haut, j'ai dû retrouver cet esprit de buteur et me mettre dans la tête que c'était mon rôle, maintenant, de marquer. C'est dur, car ce n'est pas dans ma nature. J'ai toujours été un joueur qui aimait bien faire des une-deux, redonner le ballon, le toucher. J'ai dû devenir égoïste : à l'entrée de la surface, tu frappes », affirme-t-il aujourd'hui.

## Statistiques
| Saison                | Club                           | Championnat             | Championnat | Championnat | Championnat | Coupe nationale | Coupe nationale | Coupe nationale | Coupe de la Ligue | Coupe de la Ligue | Coupe de la Ligue | Supercoupe | Supercoupe | Supercoupe | Compétition(s) continentale(s) | Compétition(s) continentale(s) | Compétition(s) continentale(s) | Compétition(s) continentale(s) | Autres compétitions | Autres compétitions | Autres compétitions | Autres compétitions | Total | Total | Total |
| Saison                | Club                           | Division                | M.          | B.          | P.d.        | M.              | B.              | P.d.            | M.                | B.                | P.d.              | M.         | B.         | P.d.       | Comp.                          | M.                             | B.                             | P.d.                           | Comp.               | M.                  | B.                  | P.d.                | M.    | B.    | P.d.  |
| 2001-2002             | Arsenal FC                     | Premier League          | 1           | 0           | 0           | -               | -               | -               | 2                 | 0                 | 0                 | -          | -          | -          | C1                             | -                              | -                              | -                              | -                   | -                   | -                   | -                   | 3     | 0     | 0     |
| 2002-2003             | Arsenal FC                     | Premier League          | 3           | 1           | 0           | -               | -               | -               | -                 | -                 | -                 | -          | -          | -          | C1                             | -                              | -                              | -                              | -                   | -                   | -                   | -                   | 3     | 1     | 0     |
| 2003-2004             | Arsenal FC                     | Premier League          | 10          | 0           | 0           | 1               | 0               | 0               | 3                 | 4                 | 0                 | -          | -          | -          | C1                             | 1                              | 0                              | 0                              | -                   | -                   | -                   | -                   | 15    | 4     | 0     |
| 2004-2005             | Arsenal FC                     | Premier League          | 4           | 0           | 0           | 2               | 0               | 0               | -                 | -                 | -                 | 1          | 0          | 0          | C1                             | -                              | -                              | -                              | -                   | -                   | -                   | -                   | 7     | 0     | 0     |
| 2006-2007             | Arsenal FC                     | Premier League          | 11          | 0           | 0           | 4               | 0               | 0               | 6                 | 4                 | 0                 | -          | -          | -          | C1                             | 2                              | 0                              | 0                              | -                   | -                   | -                   | -                   | 23    | 4     | 0     |
| Sous-total            | Sous-total                     | Sous-total              | 29          | 1           | 0           | 7               | 0               | 0               | 11                | 8                 | 0                 | 1          | 0          | 0          | -                              | 3                              | 0                              | 0                              | -                   | 0                   | 0                   | 0                   | 51    | 9     | 0     |
| 2005-2006             | Celtic FC (prêt)               | Scottish Premier League | -           | -           | -           | -               | -               | -               | -                 | -                 | -                 | -          | -          | -          | C1                             | 2                              | 0                              | 0                              | -                   | -                   | -                   | -                   | 2     | 0     | 0     |
| 2005-2006             | West Ham United (prêt)         | Premier League          | 7           | 0           | 0           | -               | -               | -               | 1                 | 0                 | 0                 | -          | -          | -          | -                              | -                              | -                              | -                              | -                   | -                   | -                   | -                   | 8     | 0     | 0     |
| 2005-2006             | Wolverhampton Wanderers (prêt) | Championship            | 14          | 2           | 0           | -               | -               | -               | -                 | -                 | -                 | -          | -          | -          | -                              | -                              | -                              | -                              | -                   | -                   | -                   | -                   | 14    | 2     | 0     |
| 2007-2008             | Middlesbrough FC               | Premier League          | 29          | 5           | 0           | 2               | 0               | 0               | -                 | -                 | -                 | -          | -          | -          | -                              | -                              | -                              | -                              | -                   | -                   | -                   | -                   | 31    | 5     | 0     |
| 2008-2009             | Middlesbrough FC               | Premier League          | 29          | 2           | 2           | 3               | 0               | 0               | 2                 | 1                 | 0                 | -          | -          | -          | -                              | -                              | -                              | -                              | -                   | -                   | -                   | -                   | 34    | 3     | 2     |
| 2009-2010             | Middlesbrough FC               | Championship            | 20          | 4           | 2           | -               | -               | -               | 1                 | 0                 | 0                 | -          | -          | -          | -                              | -                              | -                              | -                              | -                   | -                   | -                   | -                   | 21    | 4     | 2     |
| Sous-total            | Sous-total                     | Sous-total              | 78          | 11          | 4           | 5               | 0               | 0               | 3                 | 1                 | 0                 | 0          | 0          | 0          | -                              | 0                              | 0                              | 0                              | -                   | 0                   | 0                   | 0                   | 86    | 12    | 4     |
| 2011-2012             | FC Lorient                     | Ligue 1                 | 18          | 2           | 2           | -               | -               | -               | 1                 | 2                 | 0                 | -          | -          | -          | -                              | -                              | -                              | -                              | -                   | -                   | -                   | -                   | 19    | 4     | 2     |
| 2012-2013             | FC Lorient                     | Ligue 1                 | 31          | 15          | 9           | 5               | 4               | 0               | 1                 | 0                 | 0                 | -          | -          | -          | -                              | -                              | -                              | -                              | -                   | -                   | -                   | -                   | 37    | 19    | 9     |
| 2013-2014             | FC Lorient                     | Ligue 1                 | 27          | 8           | 3           | 1               | 0               | 0               | -                 | -                 | -                 | -          | -          | -          | -                              | -                              | -                              | -                              | -                   | -                   | -                   | -                   | 28    | 8     | 3     |
| Sous-total            | Sous-total                     | Sous-total              | 76          | 25          | 14          | 6               | 4               | 0               | 2                 | 2                 | 0                 | 0          | 0          | 0          | -                              | 0                              | 0                              | 0                              | -                   | 0                   | 0                   | 0                   | 84    | 31    | 14    |
| 2014-2015             | Umm Salal SC                   | Qatar Stars League      | 24          | 6           | 0           | -               | -               | -               | -                 | -                 | -                 | -          | -          | -          | -                              | -                              | -                              | -                              | -                   | -                   | -                   | -                   | 24    | 6     | 0     |
| 2015-2016             | Umm Salal SC                   | Qatar Stars League      | 13          | 3           | 0           | -               | -               | -               | -                 | -                 | -                 | -          | -          | -          | -                              | -                              | -                              | -                              | -                   | -                   | -                   | -                   | 13    | 3     | 0     |
| Sous-total            | Sous-total                     | Sous-total              | 37          | 9           | 0           | 0               | 0               | 0               | 0                 | 0                 | 0                 | 0          | 0          | 0          | -                              | 0                              | 0                              | 0                              | -                   | 0                   | 0                   | 0                   | 37    | 9     | 0     |
| 2016-2017             | FC Lorient                     | Ligue 1                 | 13          | 1           | 2           | 3               | 1               | 0               | -                 | -                 | -                 | -          | -          | -          | -                              | -                              | -                              | -                              | BR                  | 1                   | 0                   | 0                   | 17    | 2     | 2     |
| Total sur la carrière | Total sur la carrière          | Total sur la carrière   | 254         | 49          | 20          | 21              | 5               | 0               | 17                | 11                | 0                 | 1          | 0          | 0          | -                              | 5                              | 0                              | 0                              | -                   | 1                   | 0                   | 0                   | 299   | 65    | 20    |

## Palmarès

### En club
- Arsenal FC
  - Champion d'Angleterre en 2004
  - Vainqueur du Community Shield en 2004
  - Finaliste de la Coupe de la Ligue anglaise en 2007.

### En sélection
- France espoirs
  - Vainqueur du Tournoi de Toulon en 2004.

## Vie privée
Il est marié à Leilani Dowding, avec qui il a 2 enfants : Ava, née en décembre 2007 et Léo, né le 5 juin 2012.